# Комінтернівський район (Воронеж)
Комінтернівський район — внутрішньоміський район Воронежа, район міста, що найшвидше розвивається.
Населення — 273243 осіб (2010), понад чверть населення міста. У районі можна виділити чітко виражену житлову зону — Північний житловий район, житловий сектор приватної забудови та промислову зону.
Керівник управи Комінтернівського району — Поздняков Віталій Олександрович.

## Історія
Комінтернівський район було створено 1938 року (затверджено 20 квітня 1939 року). у. Він був виділений зі складу Каганівського (нині Центрального) району Воронежа [3].
У Комінтернівському районі встановлено пам'ятник Першому десанту — 2 серпня 1930 року вперше у світі було висаджено повітряний десант у кількості 12 осіб, серед них 2 дівчата. Десантування було проведено поблизу хутора Клочково (неподалік аеродрому) під час навчань частин Московського військового округу силами ll-ї авіаційної бригади, що у 1930-му році дислокувалась у Воронежі, Воронеж тому вважають батьківщиною ВДВ.

## Географія
Географічно район обмежений вулицями Транспортної зі сходу, з південного та південно-східного боку — залізничною лінією та вулицею 9 січня, із західного боку — заплавою річки Дон.
Багато в чому розвиток району залежить від траси М4 «Дон», уздовж якої розташовується більшість новобудов. В основному це великі, світлі будинки, у тому числі «Військове містечко» — мікрорайон, збудований для виведених з Німеччини військовослужбовців, нині має у своєму складі школу, басейн, дитячий садок, пошту, магазини. Територією Комінтернівського району повністю проходить Московський проспект — одна з головних магістралей міста. Московський проспект поділяє Комінтернівський та Центральний райони.

## Вулиці
Пров. Автогенний, Бул. Перемоги, Московський проспект (Вороніж), Робочий пр., пр. Праці, 303-ї Стрілецької Дивізії, 45-ї Стрілецької Дивізії, 60-ї Армії, 60 років ВЛКСМ, Абизова, Антонова-Овсеєнка, Багрицького, Бегова, Березівська, Брянська, Варейкіса, Ватутіна, Ведугська, Верещагіна, Вокзальна, Вільна, Газова, Гайдара, Героїв Бреста, Донська, Дружинників, Єлецька, Єремєєва, Перлинна, Жукова Маршала, Заміська, Землянська, Задонська, Іпподромна, , Крайня, Червона зоря, Курська, Леваневського, генерала Лізюкова, Малаховського, Мордасової, Машинобудівників, Нагірна, Народна, Невського Володимира, Новгородська, Овражна, Остроухова, Павлова, Партизанська, Розплідник, Перемоги, Підгоренська, Підклітенська, Правди, Освіти, Радіозаводська, Рябцева Лідія, Рязанська, Свердлова, Солнечна, Зв'язківець, Связист, Сочинська, Будівельників, Тамбовська, Текстильників, Товарищевська, Торпедо, Транспортна, Тульська, Туркенича, Урицького, Ранкова, Фруктова, Хользунова, Чернишева, Чкалова, Шишкова, Шукшина, Електросигнальна.

## Торгівля
На території району розташовано 13 торгових центрів, у тому числі 2 супермаркети та 1 гіпермаркет. Ще кілька перебувають у стадії планування чи будівництва. Крім сучасних торгових центрів у районі присутні мініринки, дрібні спеціалізовані магазини та продуктові дискаунтери.

## Промисловість
У радянські часи біля Комінтернівського району розташовувалося дуже багато промислових підприємств. Найбільші з них: У радянські часи біля Комінтернівського району розташовувалося дуже багато промислових підприємств. Найбільші з них: 
- Воронезький екскаваторний завод
- Завод «Електросигнал»
- Воронезький завод радіодеталей
- Фабрика технічних тканин
- Завод важких механічних пресів (ТМП)
- Завод Автогенмаш
- Міськмолкомбінат № 2
- Воронезький ремонтний трамвайно-тролейбусний завод
- Верстатобудівний завод
- Меблева фабрика
- Завод фруктових вод
- Завод «Полюс»
- Хлібозавод № 7 і т. д.

## Транспорт
Транспорт у Комінтернівському районі представлений автобусами, маршрутними таксі та тролейбусами, що забезпечують зв'язок з іншими районами міста. Однак, електротранспорт не в змозі забезпечити повноцінні перевезення через слабко розвинену маршрутну мережу.
До 2009 року населення Комінтернівського району обслуговувалося трамваями. Цей вид транспорту було ліквідовано за рішенням міської влади
На території району розташований міський Центральний автовокзал (Вороніж), з якого вирушають приміські, міжміські та міжнародні автобуси.

## Пам'ятники
На території району знаходиться Пам'ятник Слави [13] — меморіальний комплекс на братській могилі воїнів Радянської Армії, які загинули в боях за Воронеж у 1942—1943 рр. Він розташований на перетині Московського проспекту та вул. Хользунова. У братській могилі поховані останки близько 10 тис. людей. Меморіал було відкрито 24 січня 1967 року. Автори меморіалу — скульптор Ф. К. Сушков та архітектор А. Г. Бузов.
1 серпня 2010 року відбулося урочисте відкриття пам'ятника «Вороніж — Батьківщина ВДВ».
Воронезькі Часті кургани. Могильник ранньої залізної доби у (6—3 ст. до н. е.) (41 насип). Розкопки велися 1910—1956 (з перервами). Поховання в підкурганних ямах із дерев'яними конструкціями на стовпному каркасі.
Інвентар поховань: знаряддя праці, зброя, глиняні та срібні судини, мідні котли, золоті прикраси та ін.
Зустрічаються предмети скіфів, племен ананьїнської культури, з грецьких колоній Причорномор'я та з Сибіру. Знахідки свідчать про значну майнову диференціацію. Могильник залишений, мабуть, будинами Скіфська чаша, знайдена С. Є. Звєрєвим у «Частих курганах», є світовою археологічною знахідкою.
Про неї відразу ж заговорили у всіх столицях Європи та Америки, зокрема, на Міжнародному археологічному з'їзді у Лондоні 1913 року. Її фотографія надрукована у багатьох солідних історичних та археологічних довідниках.
У великому двотомнику «Міфи народів світу» воронезька скіфська чаша, знайдена З. Є. Звєрєвим у «Частих курганах», прикрашає розділ «Скіфська міфологія». Нині вона зберігається в Ермітажі, дивуючи та вражаючи відвідувачів.

### Меморіальні дошки
У Комінтернівському районі відкрили меморіальні дошки
Захід присвячувався 69-м роковинам звільнення Воронежа від німецько-фашистських загарбників.
Першу дошку було в урочистій обстановці встановлено на будинку № 19 по вулиці Антонова — Овсієнко, де проживав герой Радянського Союзу, Почесний громадянин Воронезької області Федір Іванович Титов. Керівник управи Комінтернівського району Геннадій Михайлович Кузнєцов зазначив у своєму виступі, що герої не вмирають, а живуть у пам'яті народу і завжди будуть служити для нащадків прикладом мужності та беззавітної відданості Батьківщині.
На фронтах ВВВ Федір Тітов воював у складі авіаційної ескадрильї 2-го гвардійського авіаційного полку.

### Комінтернівський цвинтар
Сюди були перенесені зі старих цвинтарів надгробки XIX століття — початку XX століття Багато надгробків було використано для нових поховань. Так з Чугунівського цвинтаря взято «саркофаги» з могил міського голови С. Л. Кряжова та його дружини Г. І. Кряжової (використані на могилах Н. та Г. Петровських, квартал 3) та інших членів цієї родини (на могилі Є. О. .Мотовілової, квартал 4). Ці унікальні пам'ятники виконані в середині ХІХ століття із чорного полірованого шведського граніту.